# Mabel Alvarez
Mabel Álvarez (Oahu, Hawái, 28 de noviembre de 1891-Los Ángeles, California, 13 de marzo de 1985) fue una pintora y retratista estadounidense. La naturaleza introspectiva de sus trabajos sitúa su obra bajo el paraguas de los movimientos impresionistas y modernistas californianos.

## Biografía
Mabel formaba parte de una familia de emigrantes españoles que destacó en diversos campos de las ciencias. Era hija del médico e investigador español Luis F. Álvarez, un emigrante asturiano que se instaló en Hawái y dedicó su vida al tratamiento de la lepra. Su hermano mayor, el médico Walter C. Alvarez, se haría famoso por sus columnas diarias sobre salud familiar. Su sobrino Luis Walter Alvarez participó en el Proyecto Manhattan y ganó el Premio Nobel de Física en 1968. Mabel nació en el independiente Reino de Hawái, pero tras la anexión por parte de Estados Unidos la familia se mudó a Los Ángeles, California.
Aunque demostró tener talento desde joven, comenzó a estudiar arte a partir de 1915 con resultados notables. Fue autora de un gran mural para la Exposición Panamá-California que conmemoraba la apertura del Canal de Panamá, lo que le valió la Medalla de Oro. Recibió clases en la Escuela de Ilustración y Pintura de William Cahill y tuvo como maestro a John Hubbard Hill. Una de sus obras fue elegida como portada del catálogo de arte de la Escuela.
Su primer retrato se expuso en 1917 el Museo de Arte del Condado de Los Ángeles, con el que colaboraría durante toda su vida. Sus primeros trabajos se vieron fuertemente influenciados por las lecturas de Will Levington Comfort, y dejan patente el interés de Mabel por la Teosofía y el misticismo oriental. En 1922 formó parte del Grupo de los Ocho, un colectivo de artistas que buscaba métodos de innovación en la pintura muy crítico con el Club de Arte de California.
Más tarde conoció a Morgan Rusell, uno de los discípulos de Cézanne y Matisse, y la influencia sincronista impregnaría sus trabajos de las siguientes dos décadas. Mabel se convirtió en su estudiante, pero también en su confidente y en una fuente de apoyo económico. Con la llegada de la Segunda Guerra Mundial se trasladó temporalmente a Hawái, donde trabajó voluntariamente como enfermera para la Cruz Roja mientras retrataba a soldados y a ciudadanos comunes, pero con el término de la guerra perdió gran parte de su interés por el arte. No obstante, un viaje a México durante la siguiente década hizo renacer en ella el interés por las vanguardias.
Mabel continuó pintando toda su vida y realizando exposiciones con regularidad, a pesar de pasar sus últimos años en una residencia de ancianos. Finalmente, falleció sin descendencia a la edad de 93 años.

## Licencia
- Datos: Q531919
- Multimedia: Mabel Alvarez / Q531919